# Dialonectria episphaeria

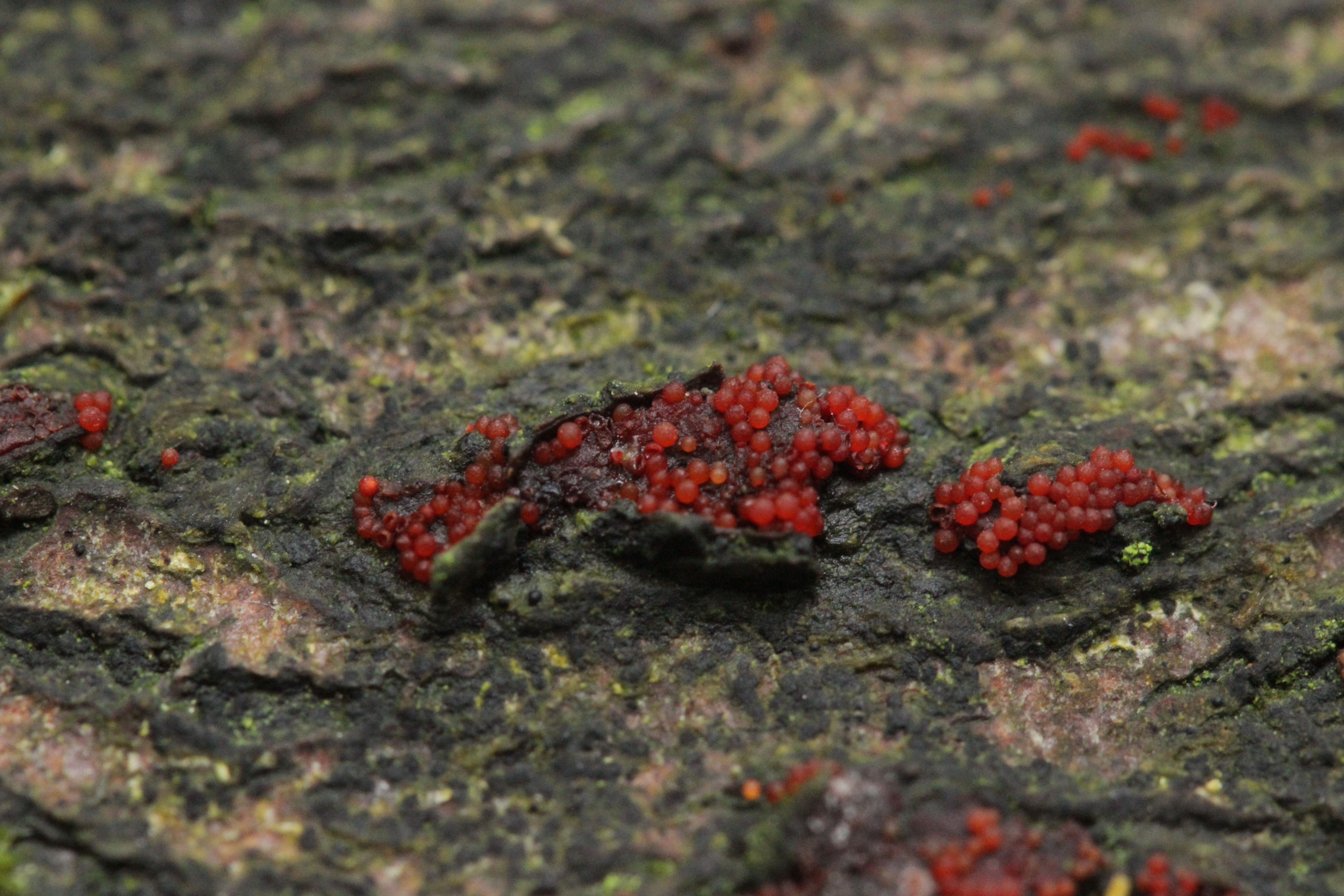

Dialonectria episphaeria (Tode) Cooke – gatunek grzybów z rodziny gruzełkowatych (Nectriaceae). Mikroskopijny grzyb nagrzybny będący pasożytem innych grzybów.

## Systematyka i nazewnictwo
Pozycja w klasyfikacji według Index Fungorum: Nectriaceae, Hypocreales, Hypocreomycetidae, Sordariomycetes, Pezizomycotina, Ascomycota, Fungi.
Po raz pierwszy zdiagnozował go w 1791 r. Heinrich Julius Tode nadając mu nazwę Sphaeria episphaeria. Obecną, uznaną przez Index Fungorum nazwę nadał mu w 1884 r. Mordecai Cubitt Cooke.
Synonimy:

- Cosmospora episphaeria (Tode) Rossman & Samuels 1999
- Cucurbitaria episphaeria (Tode) Kuntze 1898
- Dialonectria episphaeria (Tode) Cooke 1884 var. episphaeria
- Dialonectria episphaeria var. verruculosa Cooke 1884
- Dialonectria sanguinea (Bolton) Cooke 1884
- Fusarium episphaeria (Tode) W.C. Snyder & H.N. Hansen 1945
- Fusarium episphaeria (Tode) W.C. Snyder & H.N. Hansen 1945 f. episphaeria
- Nectria episphaeria (Tode) Fr. 1849
- Nectria episphaeria (Tode) Fr. 1849 f. episphaeria
- Nectria episphaeria (Tode) Fr. 1849 var. episphaeria
- Nectria episphaeria var. gregaria Starbäck 1905
- Nectria episphaeria var. kretzschmariae Henn. 1891
- Nectria episphaeria var. media (Fr.) Sacc. 1883
- Nectria episphaeria var. verruculosa Cooke 1884
- Nectria sanguinea f. episphaeria (Tode) Fr.
- Sphaeria episphaeria Tode 1791
- Sphaeria sanguinea Bolton 1790
- Sphaeria sanguinea var. media Fr. 1823[3].

## Morfologia
Owocnik
Tworzy w przybliżeniu kuliste perytecja o średnicy 0,2–0,3 mm i gładkiej, jasnoczerwonej powierzchni. Podczas suchej pogody wysychają, tracą kulisty kształt i stają się z góry lub z boku wklęsłe. Znajdują się na nich lekko wypukłe ostiole. Perytecja zazwyczaj powstają w mniejszych, lub większych grupach. Worki cylindryczne o wielkości około 65–105 × 8–9 μm. Powstają w nich elipsoidalne askospory, początkowo hialinowe o gładkiej powierzchni, potem bladobrązowe o nieco szorstkiej powierzchni. Mają rozmiar 7–10 × 3–4 μm, są dwukomórkowe i zwężone na przegrodzie. Dwie komórki askospory często są nierównej wielkości.
Tworzy dwa rodzaje zarodników konidialnych: małe mikrokonidia i duże makrokonidia. Mikrokonidia elipsoidalne, hialinowe, makrokonidia mające 3–5 przegródi, hialinowe, nieco zakrzywione, zwężone na końcach, cienkościenne.
Gatunki podobne
Bardzo podobne, również szkarłatne owocniki, ale na korze drzew liściastych tworzy gruzełek szkarłatny (Neonectria coccinea).

## Występowanie i siedlisko
Jest rozprzestrzeniony na całym świecie.
Grzyb saprotroficzny i pasożyt. Rozwija się na podkładkach grzybów z rzędu próchnilcowców (Xylariales). Występuje na następujących gatunkach i rodzajach grzybów: Coryneum brachyurum, Cytospora, Diaporthe larseniana, Diatrype sp., Diatrypella favacea, Diatrypella sp., Hypoxylon fragiforme, Hypoxylon fuscum, Kretzschmaria deusta, Melogramma spiniferum, Pseudovalsa lanciformis, Quaternaria quaternata.